# Даргтага
Даргтага (устар. Дарг-Таги-Дон) (осет. Даргъ тагæ — длинная полоса) — река в России, исток реки находится близ сел. Ахсарисар в лесистом хребте. Протекает в лесостепном и степном поясе Ирафского района Северной Осетии. Даргтага является притоком реки Хусфарак. Длина реки составляет 26 км, площадь водосборного бассейна — 32,6 км².

## Данные водного реестра
По данным государственного водного реестра России относится к Западно-Каспийскому бассейновому округу, водохозяйственный участок реки — Терек от впадения реки Урсдон до впадения реки Урух. Речной бассейн реки — Реки бассейна Каспийского моря междуречья Терека и Волги.
Код объекта в государственном водном реестре — 07020000312108200003779.